# Ibn Baṭṭūṭa
Muḥammad ibn ʿAbd Allāh ibn Muḥammad al-Lawātī al-Ṭanǧī, noto semplicemente come Ibn Baṭṭūṭa (in arabo محمد بن عبد الله بن محمد اللواتي الطنجي، ابن بطوطة‎?; Tangeri, 24 febbraio 1304 – Fès, 1368/1369), è stato un viaggiatore, storico e giurista berbero, considerato uno dei più grandi viaggiatori di tutti i tempi.
I suoi viaggi interessarono Africa, Asia ed Europa e la sua opera maggiore è al-Riḥla (in arabo الرحلة‎?), che significa "Viaggio", in cui Ibn Baṭṭūṭa riporta ricordi e osservazioni del suo viaggio durato circa trent'anni.

## Biografia

### Primi anni
Tutto ciò che è noto sulla vita di Ibn Baṭṭūṭa deriva dai suoi racconti di viaggio autobiografici. Nacque il 24 febbraio 1304 a Tangeri, nell'attuale Marocco, da una famiglia di giuristi islamici di etnia berbera. Studiò alla Mecca, in un madhhab, la scuola di giurisprudenza islamica.

### Primo viaggio (1325-1332)
Iniziò le sue peregrinazioni nel 1325, a ventuno anni, partendo dalla sua città natale e dirigendosi in pellegrinaggio (ḥaǧǧ) alla Mecca. Così scrive:
Il suo itinerario prevedeva di passare lungo la costa del Nord Africa, attraverso i sultanati degli Zayyanidi e degli Hafsidi. Passò per le città di Tlemcen, Béjaïa e Tunisi, dove trascorse due mesi. Per spostarsi in sicurezza e per evitare di essere derubato, Ibn Baṭṭūṭa preferiva unirsi a carovane.
Si sposò nella città di Sfax e questo matrimonio sarebbe stato il primo di una lunga serie.
Nella primavera del 1326, dopo un percorso di oltre 3 500 km, Ibn Baṭṭūṭa arrivò nel porto di Alessandria d'Egitto, in quel periodo parte del sultanato mamelucco dei Bahri. In Egitto trascorse diverse settimane, visitando vari luoghi della zona, poi si diresse al Cairo, la capitale del sultanato mamelucco e una delle più importanti città del mondo islamico. Vi rimase un mese, e poi continuò il tragitto per La Mecca, scegliendo la strada meno battuta all'interno del territorio mamelucco relativamente sicuro. Il suo viaggio continuò lungo la valle del Nilo e in seguito verso est, al porto del Mar Rosso di 'Aydhab. Poco prima di raggiungere la città però una ribellione locale lo costrinse a tornare indietro.
Ritornato al Cairo, Ibn Baṭṭūṭa seguì un diverso itinerario verso la città di Damasco in Siria, anch'essa controllata dai Mamelucchi. Questo percorso gli fu indicato da un santone che incontrò in Egitto che gli disse che solamente attraversando la Siria, sarebbe arrivato alla Mecca. Infatti visto che lungo la via vi erano città sacre come Hebron, Gerusalemme e Betlemme, i Mamelucchi cercavano di mantenere sicura la strada del pellegrinaggio verso La Mecca, senza che il pellegrino corresse il rischio di essere derubato o ucciso.
Dopo aver passato il mese di ramadan a Damasco, Ibn Baṭṭūṭa si unì a una carovana che si dirigeva a Medina, luogo di sepoltura del profeta Maometto. Restò nella città quattro giorni e in seguito di diresse verso La Mecca, completando il suo pellegrinaggio. Invece di tornare a casa, Ibn Baṭṭūṭa decise di continuare il viaggio, scegliendo come tappa successiva l'Ilkhanato, un khanato mongolo creato da Hulegu, verso nord-est.

#### Iraq e Persia

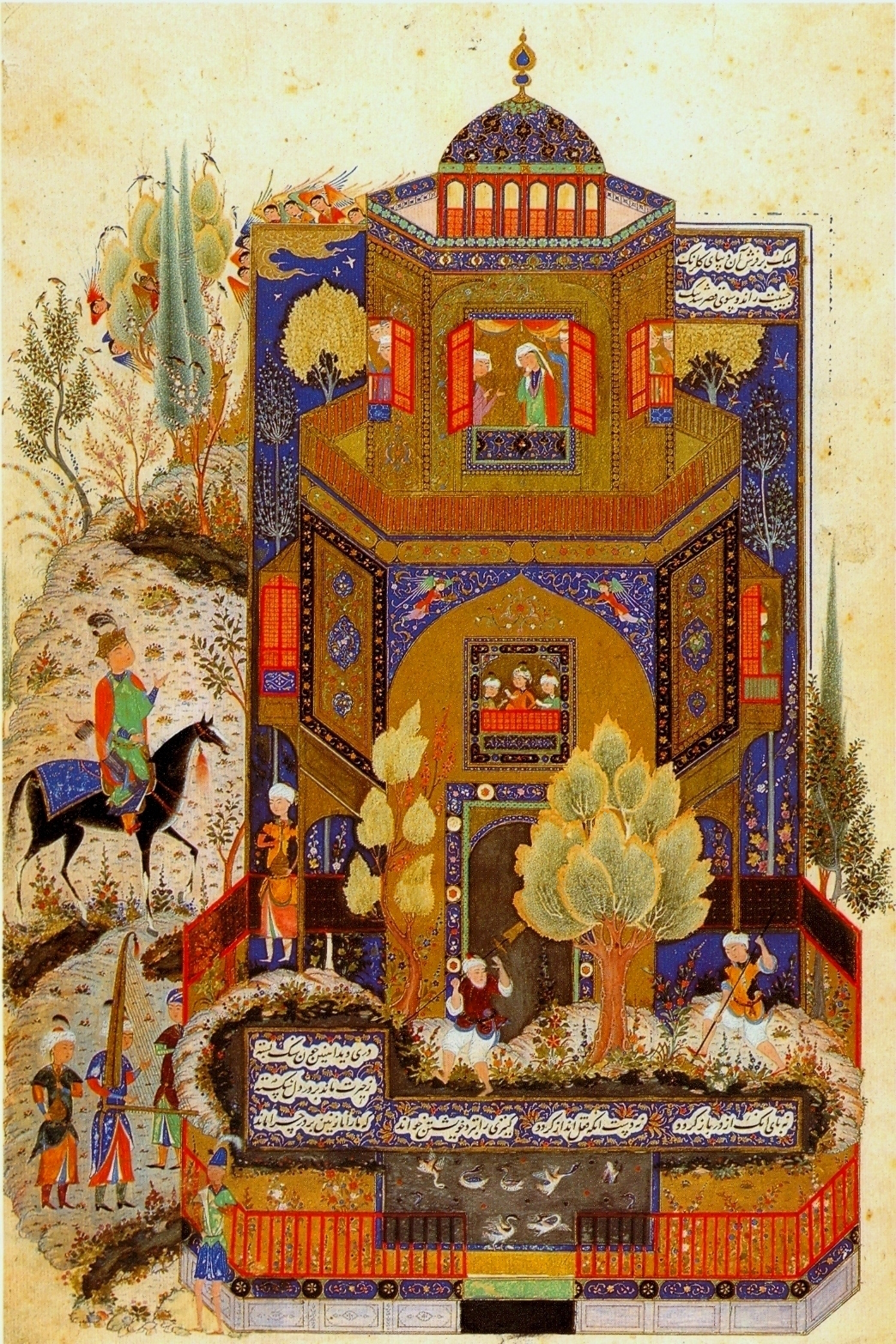
Ibn Baṭṭūṭa in una breve visita alla città persiana di Tabriz nel 1327

Il 17 novembre 1326, dopo un mese trascorso alla Mecca, Ibn Baṭṭūṭa si unì a una grande carovana di pellegrini che tornavano in Iraq attraversando la penisola araba. Il gruppo si diresse verso nord a Medina e poi verso nord-est attraverso l'altopiano del Najd a Najaf, dove Ibn Baṭṭūṭa visitò il mausoleo di ʿAlī, il quarto califfo e primo Imām sciita.
In seguito, invece di continuare il viaggio con la carovana verso Baghdad, Ibn Baṭṭūṭa intraprese una deviazione che lo portò in Persia. Da Najaf si diresse a Wasit, poi verso sud seguendo il fiume Tigri, arrivando a Bassora. La successiva destinazione fu la città di Esfahan nei Monti Zagros. Poi si diresse verso sud a Shiraz, una grande e fiorente città risparmiata dalle distruzioni degli invasori mongoli. Nel giugno 1327, infine, ritornò a Baghdad, dove parte della città era ancora in rovina a causa della distruzione inflitta dall'esercito del condottiero mongolo Hulagu Khan nel 1258.
A Baghdad trovò Abu Sa'id, il sovrano dell'Ilkhanato mongolo, che stava lasciando la città per dirigersi verso nord con un gran seguito. Ibn Baṭṭūṭa si unì alla carovana reale per un po', ma poi si divise da essa e, seguendo la via della seta verso nord, raggiunse Tabriz, la prima grande città della regione che si aprì ai Mongoli, diventando un importante centro di commercio rispetto alle altre città della zona. Infatti quest'ultime risentirono negativamente dei Mongoli che invasero e rasero al suolo questi centri.
Ibn Baṭṭūṭa partì di nuovo per Baghdad, facendo un'escursione risalendo verso nord il fiume Tigri. Visitò Mosul, dove fu ospite del governatore ilkhanide, e le città di Cizre e Mardin nell'attuale Turchia. In un eremo di montagna, vicino a Sinjar, incontrò un mistico curdo che gli diede qualche moneta d'argento. Una volta ritornato a Mosul, si unì a una piccola carovana di pellegrini che si dirigeva verso sud a Baghdad, dove si sarebbero uniti a una carovana più grande che attraversava il deserto arabico fino ad arrivare alla Mecca. Durante il viaggio Ibn Baṭṭūṭa si ammalò e arrivò in città per il secondo pellegrinaggio esausto e senza forze.

#### Penisola araba

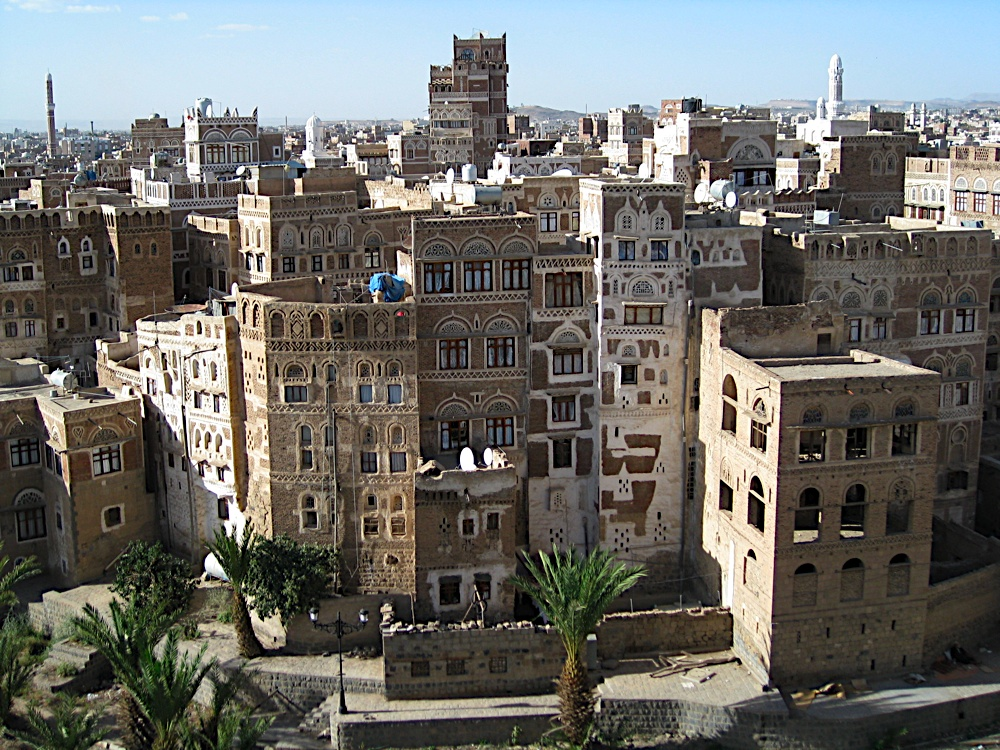
Città vecchia di Ṣanʿāʾ, nello Yemen

Ibn Baṭṭūṭa restò alla Mecca per diverso tempo, secondo la Riḥla tre anni, dal settembre 1327 all'autunno 1330, anche se i commentatori ipotizzano che abbia lasciato la città nel 1328.
Dopo il pellegrinaggio si diresse al porto di Gedda, sulle coste del Mar Rosso. Da lì proseguì il suo viaggio in varie imbarcazioni, che avanzavano lentamente a causa dei forti venti sud-orientali. Una volta arrivato in Yemen, Ibn Battuta visitò Zabid e Ta'izz, situata su un altopiano. Qui incontrò l'Emiro della dinastia dei Rasulidi, Mujāhid Nūr al-Dīn ʿAlī. Nella Riḥla, Ibn Baṭṭūṭa dice di aver visitato anche la città di Ṣanʿāʾ, ma questo fatto non è certo. Con ogni probabilità, partì da Taʾizz e andò direttamente ad Aden, un'importante città portuale, arrivandovi intorno al 1329-1331.

#### Somalia

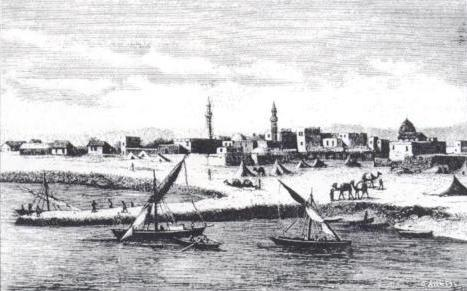
Il porto e il lungomare di Zeila

Da Aden, si imbarcò su una nave diretta a Zeila, nelle coste della Somalia. Poi si spostò a capo Guardafui costeggiando il litorale somalo. Successivamente visitò Mogadiscio, l'allora preminente città della "Terra dei Berberi" (بلد البربر, Balad al-Barbar, il termine medievale arabo per il Corno d'Africa).
Nel 1331, quando arrivò in questa città, Mogadiscio era all'apice della sua prosperità. Lui la descrive come "una città estremamente grande" con molti ricchi mercanti, noti per i loro tessuti di alta qualità esportati in altri paesi, incluso l'Egitto. Nel suo racconto aggiunse che la città era governata da un sultano somalo, Abū Bakr ibn Shaykh ʿUmar, originario della città di Berbera, nella Somalia settentrionale, che parlava con pari scioltezza sia il somalo (a cui Ibn Baṭṭūṭa si riferisce come mughadishū, il dialetto somalo del Benadir) sia l'arabo. Il sultano aveva un seguito di visir (ministri), esperti legali, comandanti, eunuchi reali e altri seguaci a sua completa disposizione.

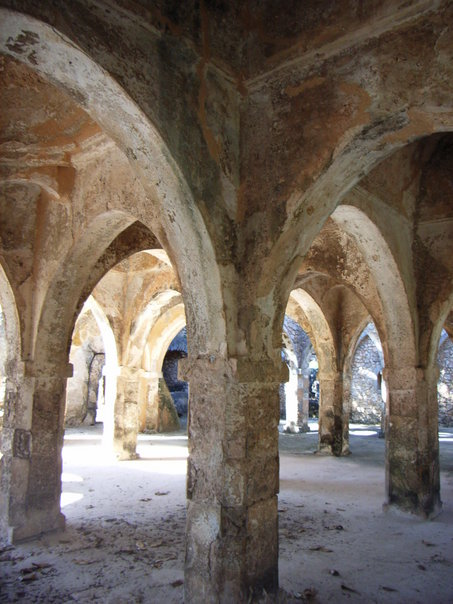
La Grande Moschea di Kilwa Kisiwani, fatta di pietre di corallo è la più grande moschea del suo genere

#### Costa dello Swahili
Ibn Baṭṭūṭa continuò a viaggiare in nave e si diresse a sud verso le coste dello Swahili, una regione nota in arabo come Bilād al-Zanj ("Paese degli Zanj"). Si fermò una notte nella città di Mombasa, che, anche se relativamente piccola a quel tempo, sarebbe diventata molto importante nel secolo a venire. Dopo un viaggio lungo la costa, arrivò a Kilwa, nell'attuale Tanzania, un importante centro di transito del commercio dell'oro. La città viene descritta come «una città bellissima e ben costruita, con tutte le case in legno e in dīs [giunco]».
Registrò la sua visita al sultanato Kilwa nel 1330 e commentò con molto apprezzamento l'umiltà e la religione del suo governatore, il sultano Abū al-Muẓaffar Ḥasan, conosciuto per la sua ampia generosità. Scrisse inoltre che l'autorità del sultano si estendeva da Malindi, nel nord, fino a Inhambane, nel sud, ed era particolarmente impressionato dall'organizzazione della città, credendo che questa fosse la ragione del successo dei Kilwa. A questo periodo risalgono la costruzione del palazzo di Husuni Kubwa e una significativa estensione della Grande Moschea di Kilwa, la più grande moschea fatta di pietre di corallo. Con un cambio dei venti del monsone, Ibn Baṭṭūṭa ritornò nella penisola araba, prima in Oman e nello Stretto di Hormuz, poi di nuovo alla Mecca nel 1330 (o 1332) per il pellegrinaggio.

### Secondo viaggio (1332–1347)

#### Anatolia
Dopo il terzo pellegrinaggio alla Mecca, decise di cercare lavoro presso il sultano musulmano di Delhi, Muḥammad ibn Ṭughlāq. Nell'autunno del 1330 (o 1332) partì per l'Anatolia, un territorio controllato dai Selgiuchidi, con l'intenzione di intraprendere un percorso via terra per l'India. Attraversò il Mar Rosso e il Deserto orientale, arrivando nella Valle del Nilo, quindi proseguì alla volta del Cairo. Da qui attraversò la penisola del Sinai fino ad arrivare in Palestina, poi continuò di nuovo verso nord attraversando alcune delle città che visitò nel 1326. Dal porto siriano di Laodicea si imbarcò su una nave genovese per Alanya, nella costa meridionale dell'attuale Turchia. Da lì si spostò lungo la costa verso ovest fino al porto di Antalya. In questa città incontrò alcuni membri di una delle associazioni semi-religiose fityān. Questi erano per lo più giovani artigiani, i quali sottostavano a un capo detto Akhis. L'associazione era specializzata nell'accoglienza dei visitatori e Ibn Baṭṭūṭa fu molto colpito dall'ospitalità che ricevette, tanto da soggiornare nei loro ospizi in altre 25 città anatoliche che visitò. Da Antalya proseguì per l'entroterra, arrivando a Eğirdir, la capitale della dinastia hamidide. Passò il mese di ramaḍān (giugno 1331 o maggio 1333) in questa città.
Da questo momento il suo itinerario in Anatolia descritto nella Riḥla è ambiguo. Scrisse di essersi diretto verso ovest da Eğirdir a Milas, e di aver poi proseguito 420 km a est, passando nuovamente per Eğirdir, arrivando a Konya. Viaggiando verso est, avrebbe raggiunto Erzurum. Poi da qui fece altri 1 160 km indietro e arrivò a Birgi, che si trova a nord di Milas. Molti storici sono convinti del fatto che Ibn Baṭṭūṭa visitò molte città in centro Anatolia, ma non seguendo l'ordine delle sue descrizioni.

#### Asia centrale e meridionale
Da Sinope si imbarcò su una nave diretta alla penisola di Crimea, giungendo nel Khanato dell'Orda d'Oro dopo aver rischiato di naufragare. Quindi andò nella città portuale di Azov, dove si incontrò con l'emiro del khanato, e poi nella ricca città di Majar. Lasciò la città per incontrarsi con la corte itinerante di Uzbek Khan, che in quel momento si trovava vicino al Monte Beshtau. Da lì proseguì per Bolğar. Questa città fu il punto più a nord che riuscì a raggiungere e qui annotò l'inusuale fatto delle brevi notti d'estate. Poi tornò alla corte del Khan e con essa partì per Astrachan'.

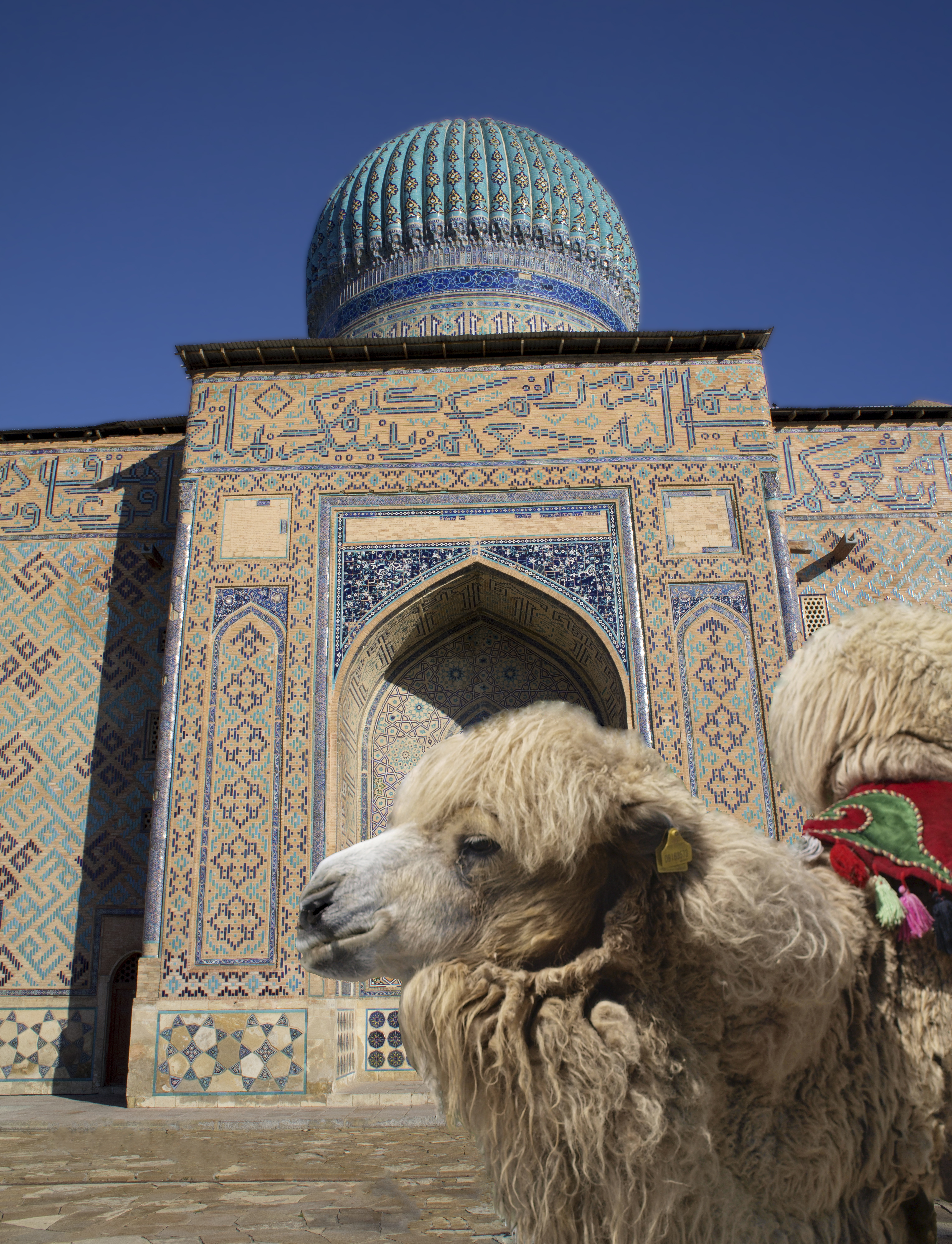
Un cammello (uno dei simboli delle carovane della via della seta) di fronte al mausoleo di Khoja Ahmed Yasawi nella città di Turkistan

Ibn Baṭṭūṭa registrò nella Riḥla che mentre era a Bolğar, avrebbe voluto viaggiare verso nord, nelle terre dell'oscurità; secondo alcuni, è incerto se effettivamente avesse viaggiato lì. Nel Nord della Siberia la terra era completamente ricoperta dalla neve e l'unico mezzo di trasporto erano le slitte trainate dai cani. Lì viveva un popolo misterioso, riluttante a farsi vedere. Gli abitanti commerciavano con le popolazioni del Sud in una maniera alquanto particolare: durante la notte i mercanti del Sud portavano le varie merci in una zona aperta, le posizionavano sulla neve e facevano ritorno nelle loro tende. La mattina seguente ritornavano in quel luogo e notavano che le loro mercanzie non c'erano più, molto probabilmente portate via da gente misteriosa, e al loro posto trovavano pelli e pellicce che potevano essere utilizzate per fare cappotti preziosi, giacche e altri indumenti invernali. Lo scambio di queste merci tra i mercanti e il popolo misterioso avveniva senza che le due genti si vedessero. Ibn Baṭṭūṭa, che non era un commerciante, non pensò che valesse la pena arrivare fin là e perciò rinunciò all'idea di andare in quelle terre dell'oscurità.

Bandiera dell'Orda d'Oro durante il regno di Uzbek Khan

Il periodo in cui Ibn Baṭṭūṭa arrivò ad Astrachan', coincise con il momento in cui Uzbek Khan diede il permesso a una delle sue mogli incinta, la principessa Bayalun, figlia dell'Imperatore bizantino Andronico III Paleologo, di ritornare alla sua città natale di Costantinopoli per dare alla luce il bambino. Ibn Baṭṭūṭa racconta che stava intraprendendo un viaggio al di fuori dei confini del mondo musulmano, infatti arrivò a Costantinopoli a fine 1332 (o 1334), dove incontrò l'Imperatore bizantino Andronico III Paleologo. Visitò la basilica di Santa Sofia e parlò con un prete ortodosso del suo viaggio nella città di Gerusalemme. Dopo aver trascorso un mese in città, ritornò ad Astrachan' per arrivare poi a Saraj Batu, la capitale dell'Orda d'Oro, dove riportò le vicende dei suoi viaggi al sultano Uzbek Khan. Poi continuò il suo viaggio passando per il Mar Caspio e lago d'Aral e arrivò prima a Bukhara e poi a Samarcanda, dove fece visita alla corte di un altro re mongolo del khanato Chagatai, Tarmashirin. Da lì si diresse verso sud, attraversò l'Afghanistan e valicando il passo dell'Hindu Kush, arrivò in India. Nella Riḥla parla di queste montagne e del fenomeno del commercio degli schiavi:
Ibn Baṭṭūṭa e il suo seguito arrivarono al fiume Indo il 12 settembre 1333. Da qui, si diressero verso Delhi, dove conobbe il sultano Muḥammad ibn Ṭughlāq.

#### India

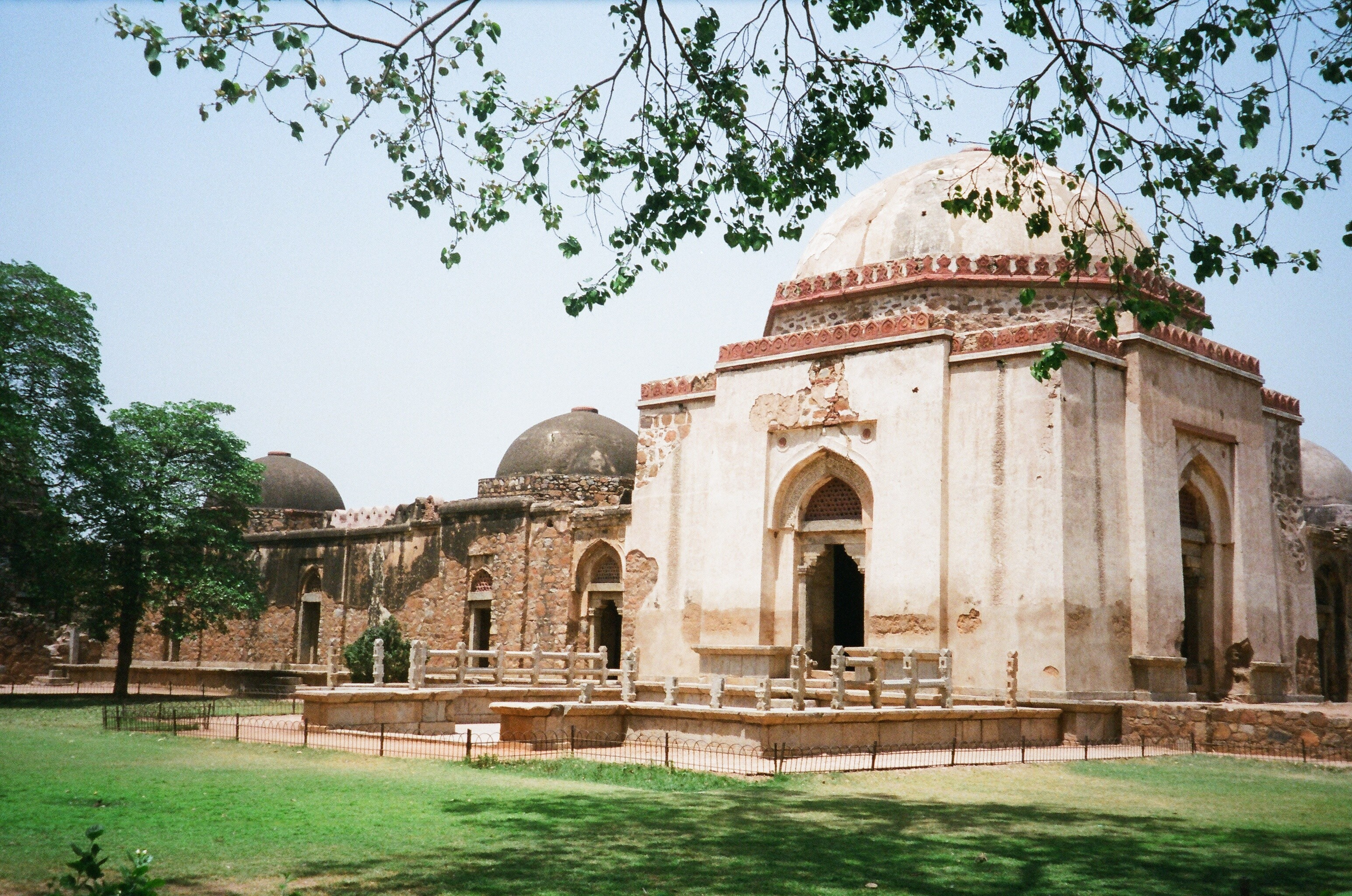
Tomba di Fīrūz Shāh Ṭughlāq, successore a Delhi di Muḥammad ibn Ṭughlāq

Ibn Baṭṭūṭa fu qāḍī (giudice) per sei anni durante il regno di Muḥammad ibn Ṭughlāq. Muḥammad ibn Ṭughlāq era conosciuto come l'uomo più ricco del mondo musulmano in quel momento. Per consolidare il proprio potere finanziò diversi studiosi, esponenti del sufismo, qadi, visir e altri funzionari. Come i Mamelucchi in Egitto, la dinastia Tughlaq era un raro esempio di un dominio musulmano dopo l'invasione mongola. Sulla base dei suoi studi alla Mecca, durante il suo incarico come qadi trovò difficile far rispettare la legge islamica all'interno della corte del sultano a Delhi perché questa non sembrava tanto interessata alla religione islamica.
Del regno dei Rajput di Sarsatti, Ibn Baṭṭūṭa visitò la città di Hansi, descrivendola come «una delle città più belle, meglio costruite e più popolate; è circondata da imponenti mura, e si dice che il suo fondatore fu uno dei più grandi re infedeli, chiamato Tara». Al suo arrivo nel Sindh scrisse dei rinoceronti indiani che vivevano sulle rive del fiume Indo.
Il sultano era un personaggio imprevedibile per le consuetudini del suo tempo e Ibn Baṭṭūṭa passò sei anni tra il vivere la bella vita come subordinato di fiducia ed essere sospettato per una serie di reati. Il suo piano era quello di riuscire ad andarsene con il pretesto di fare un altro pellegrinaggio, ma fu ostacolato dal sultano. L'opportunità di andarsene da Delhi arrivò nel 1341 quando giunse in città un'ambasciata della dinastia cinese Yuan a chiedere il permesso di ricostruire il tempio popolare dei buddisti himalayani per i pellegrini cinesi.
Ibn Baṭṭūṭa fu incaricato di seguire l'ambasciata, ma in rotta verso la costa per iniziare il viaggio verso la Cina, lui e il suo grande seguito furono attaccati da un gruppo di banditi. Separato dai suoi compagni, venne derubato e perse quasi la vita. Nonostante questa battuta d'arresto, in dieci giorni si rimise in sesto e con il suo gruppo continuò il viaggio verso Khambhat, nello Stato indiano del Gujarat. Da qui navigò verso Calicut (ora conosciuta come Kozhikode), dove il portoghese Vasco da Gama sarebbe sbarcato due secoli dopo. Mentre era a Calicut, fu ospite del regnante Zamorin. Quando un giorno andò a visitare una moschea sulla costa, si scatenò un grosso temporale che distrusse una delle tre barche della sua spedizione. Le altre due partirono subito e lo lasciarono a terra. Pochi mesi più tardi quelle stesse navi furono catturate dal re di Sumatra.
Timoroso del ritorno a Delhi e del fatto di essere visto come un fallito, restò per un po' nel Sud dell'India sotto la protezione di Jamāl al-Dīn, il governatore del piccolo ma potente sultanato di Nawayath, sulle sponde del fiume Sharasvati vicino al Mar Arabico. Quest'area è oggi nota come Hosapattana e si trova nel distretto amministrativo Honavar del Kannada Settentrionale. Dopo il rovesciamento del sultanato, non ebbe altra scelta se non quella di lasciare l'India. Anche se fortemente determinato a continuare il suo viaggio verso la Cina, fece una deviazione per visitare le isole Maldive.

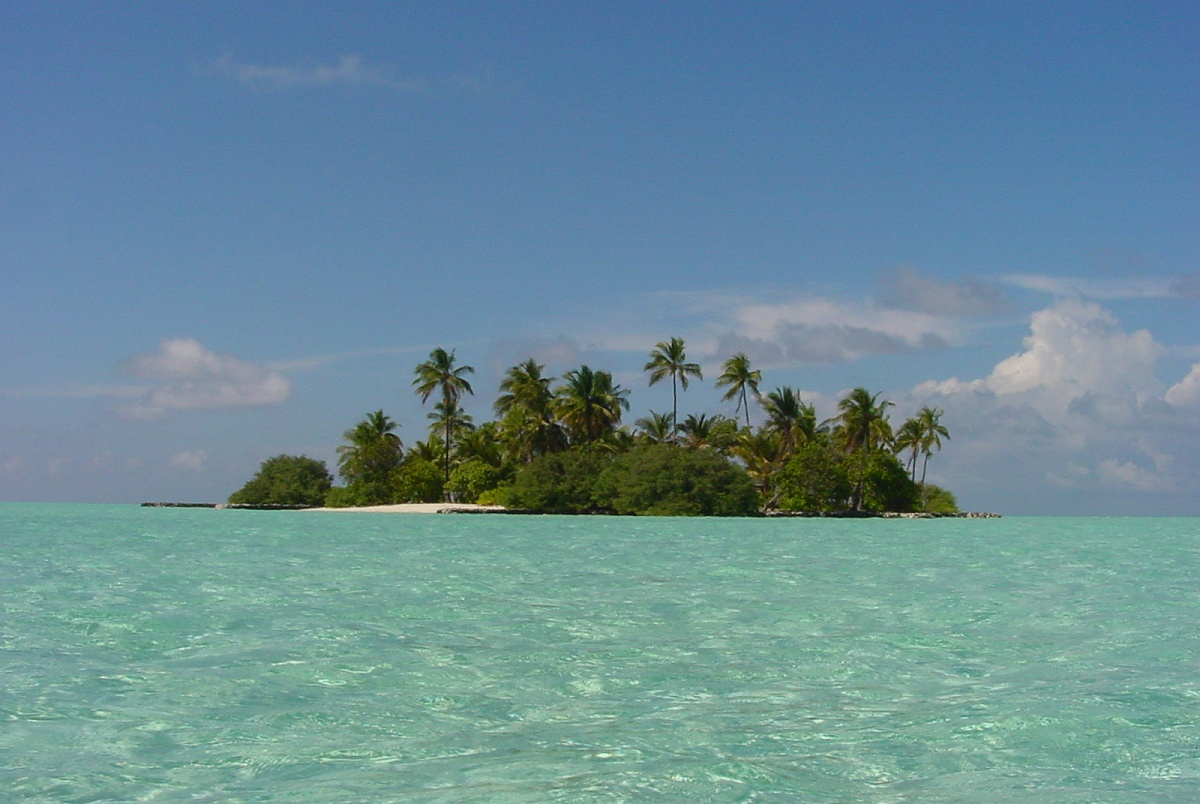
Un'isola delle Maldive

In queste isole si fermò per nove mesi, molto di più di quanto avesse previsto. Visto che era un Qāḍī al-quḍāt, le sue competenze erano altamente stimate in quella realtà politica, da poco diventata islamica. Si sposò con una donna della famiglia reale di ʿOmar I e fu coinvolto nella politica locale. Espresse severi giudizi sulla politica poco ortodossa del regno, irritando i governanti delle isole. Fu questo il motivo per cui andò via. Nella Riḥla parla del suo sgomento per le donne locali che giravano senza abiti dalla vita in su, oltre che dei locali che non si preoccupavano di lui quando si lamentava con loro.
James G. Frazer riporta all'interno della sua opera più celebrata, Il Ramo d'Oro, nel capitolo dedicato ai matrimoni sacri, un costume delle Maldive preislamiche, citando come fonte Ibn Baṭṭūṭa stesso; il costume descritto dal viaggiatore consisteva nell'offrire, come amante e vittima, una fanciulla vergine al jinn del mare, il quale appariva ogni mese sotto forma di vascello pieno di lampade accese. James Frazer fa rientrare l'aneddoto di Ibn Baṭṭūṭa nell'ampio quadro delle usanze sacrificali finalizzate a rabbonire spiriti maligni marini o fluviali.
Dalle Maldive proseguì per lo Sri Lanka, dove visitò il monte Sri Pada e il tempio Tenavaram. La nave in cui poi si imbarcò rischiò di affondare, motivo per cui, una volta ritornato a terra, continuò il suo viaggio verso il sultanato indiano di Madurai. Qui trascorse un periodo nella corte di quest'effimero sultanato, sotto il governo di Ghiyāth al-Dīn Muḥammad Damghānīi. Arrivò presumibilmente al porto di Chittagong, nel moderno Bangladesh, con l'intenzione di viaggiare verso Sylhet per incontrare Shāh Jalāl, un noto esponente del sufismo. Per raggiungerlo dovette intraprendere un viaggio di circa un mese che prevedeva l'attraversamento della catena montuosa del Kamaru, vicino a Sylhet. Durante il percorso fu accolto e aiutato da molti discepoli di Shāh Jalāl. L'incontro tra i due avvenne nel 1345 e Ibn Baṭṭūṭa descrisse Shāh Jalāl come un uomo alto e magro, di carnagione chiara, che viveva in una moschea in una grotta, nella quale l'unico oggetto di valore era una capra che teneva per procurarsi latte, burro e yogurt. Notò che i seguaci di Shāh Jalāl erano stranieri, famosi per la loro forza e il coraggio. Ibn Baṭṭūṭa dice anche che molte persone volevano incontrare Shāh Jalāl per cercare una guida. In seguito continuò il suo viaggio verso nord nella regione di Assam, ma presto ritornò indietro e proseguì secondo il suo piano originale.

#### Sud-est asiatico

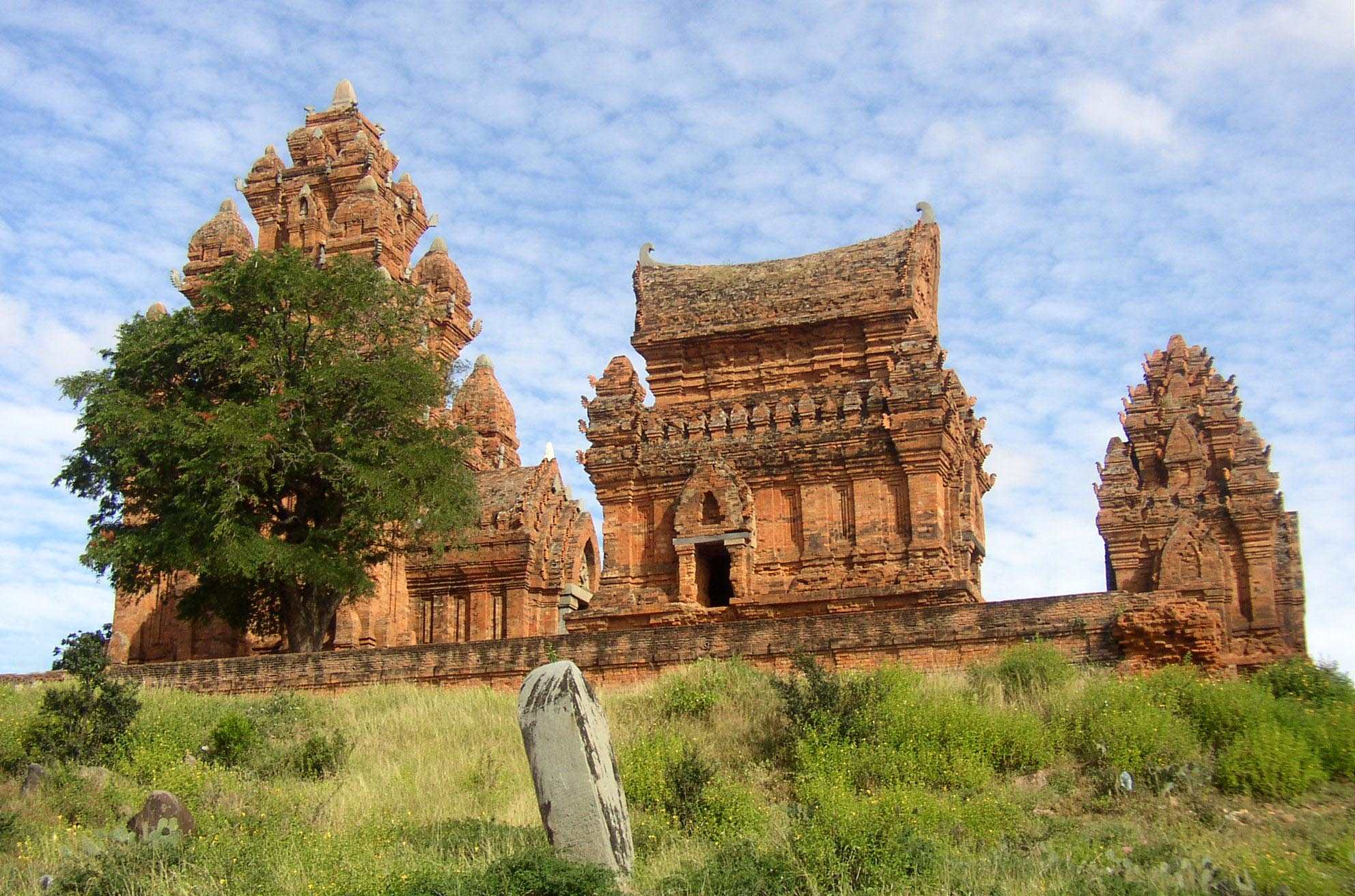
Si dice che quando Ibn Baṭṭūṭa arrivò a Po Klong Garai (detta "Kailukari"), nel Vietnam, conobbe per un breve periodo una principessa locale Urduja (forse della dinastia Trần o dell'aristocrazia dei Chăm)

Nel 1345 Ibn Baṭṭūṭa viaggiò nel sultanato di Samudra Pasai, che si trova nell'attuale territorio di Aceh, nel Nord di Sumatra. Qui scrisse che il governatore di Samudra Pasai era un musulmano pio di nome Sultan Al-Malik Al-Zahir Jamal-ad-Din, che eseguiva i doveri religiosi con massimo zelo e che solitamente retribuiva le campagne contro gli animisti della religione. Racconta Ibn Baṭṭūṭa che l'isola di Sumatra era ricca di canfora, noce di Areca, chiodi di garofano e stagno. A quel tempo il sultanato di Samudra Pasai marcava la fine della Dār al-Islām, perché a est di questo luogo non c'era nessun altro territorio governato da un musulmano. Ibn Baṭṭūṭa rimase in questo sultanato per due settimane, ospitato dal sultano, che lo aiutò con le provviste e gli fornì una delle sue giunche per raggiungere la Cina.
Ibn Baṭṭūṭa navigò verso Malacca, nella penisola malese, dove incontrò il governatore della città che lo ospitò per tre giorni. Poi partì alla volta di Po Klong Garai (detta "Kailukari") nel Vietnam, dove si dice che abbia incontrato una principessa Urduja delle Filippine che scriveva la parola bismillah in calligrafia araba. Descrisse la popolazione di quel luogo come oppositrice della dinastia Yuan. Da Po Klong Garal raggiunse finalmente Qinui, nella provincia cinese di Fujian.

#### Cina
Quando arrivò a Quanzhou, nel 1345, la città era sotto il dominio dei Mongoli. Una delle prime cose che notò fu il fatto che i musulmani chiamavano la città con il nome di "Zaytūn" (cioè oliva), ma Ibn Baṭṭūṭa non riuscì a vedere olive da nessuna parte. Annotò inoltre che artisti locali facevano ritratti degli stranieri appena arrivati in città, per motivi di sicurezza. Ibn Baṭṭūṭa lodò gli artigiani, la loro seta e le loro porcellane, ma anche la frutta come le prugne e i cocomeri, e il vantaggio della cartamoneta. Descrisse il processo di manifattura delle grandi pecore della città di Quanzhou e raccontò della cucina cinese e del suo largo uso di animali come rane, maiali e perfino cani, venduti al mercato. Inoltre notò che i polli in Cina erano più grandi. Gli studiosi hanno fatto luce su molteplici errori nel racconto di Ibn Baṭṭūṭa in Cina, per esempio il fatto di aver confuso il fiume Giallo con il Gran Canale e altri corsi d'acqua, o la credenza che la porcellana fosse ricavata dal carbone.
A Quanzhou Ibn Baṭṭūṭa fu ricevuto dal Qāḍī locale e Shaykh al-Islam oltre ai principali mercanti musulmani del posto, che lo accolsero con bandiere, tamburi, trombe e musicisti. Notò che la popolazione musulmana viveva in una parte separata della città, dove aveva le sue moschee, bazar e ospedali. Sempre a Quanzhou, incontrò due persiani di spicco, Burhān al-Dīn di Kazerun e Sharīf al-Dīn di Tabrīz, entrambi personaggi influenti detti rispettivamente "A-mi-li-ding" e "Sai-fu-ding" nella storia degli Yuan. Mentre era in città, Ibn Baṭṭūṭa salì sul "Monte dell'Eremita" (il Monte Qingyuan) e fece una breve visita a un famoso monaco taoista in una grotta.
Poi viaggiò verso sud lungo la costa cinese e arrivò a Canton, dove si fermò per due settimane in compagnia di uno dei ricchi mercanti della città.
Da Canton andò a nord verso la città di Fuzhou, dove si stabilì da Zahir al-Din e fu molto fiero di conoscere Kawan al-Din e un suo connazionale chiamato al-Bushrī di Ceuta, che in Cina era diventato un ricco mercante. Al-Bushrī accompagnò Ibn Baṭṭūṭa nella città di Hangzhou e gli pagò il dono che avrebbe presentato all'imperatore mongolo Togon Temür della dinastia Yuan.
Ibn Baṭṭūṭa scrisse che Hangzhou, situata su un bellissimo lago circondato da dolci colline verdi, era una delle più grandi città che avesse mai visto, e fu colpito dal suo fascino. Soggiornò da una famiglia di origine egiziana, raccontò del quartiere musulmano, e del grande numero di navi cinesi ben costruite e dipinte, con vele colorate e tende di seta, radunate nei canali. In seguito partecipò a un banchetto dell'amministratore mongolo della città chiamato Qurtai, che secondo Ibn Baṭṭūṭa era molto appassionato dalle abilità dei prestigiatori locali cinesi. Ibn Baṭṭūṭa scrisse anche della gente del posto che adorava la divinità solare.
Mentre navigava lungo il Gran Canale descrisse quello che vedeva dalla barca: i campi coltivati, le orchidee, i mercanti vestiti di seta nera, così come le donne e i preti. Arrivato a Pechino, si presentò come l'ambasciatore del sultanato di Delhi e fu invitato alla corte imperiale Yuan di Togon Temür. Scrisse che il palazzo di Khanbaliq era fatto di legno e che la moglie del governatore, l'imperatrice Gi, teneva processioni in suo onore.

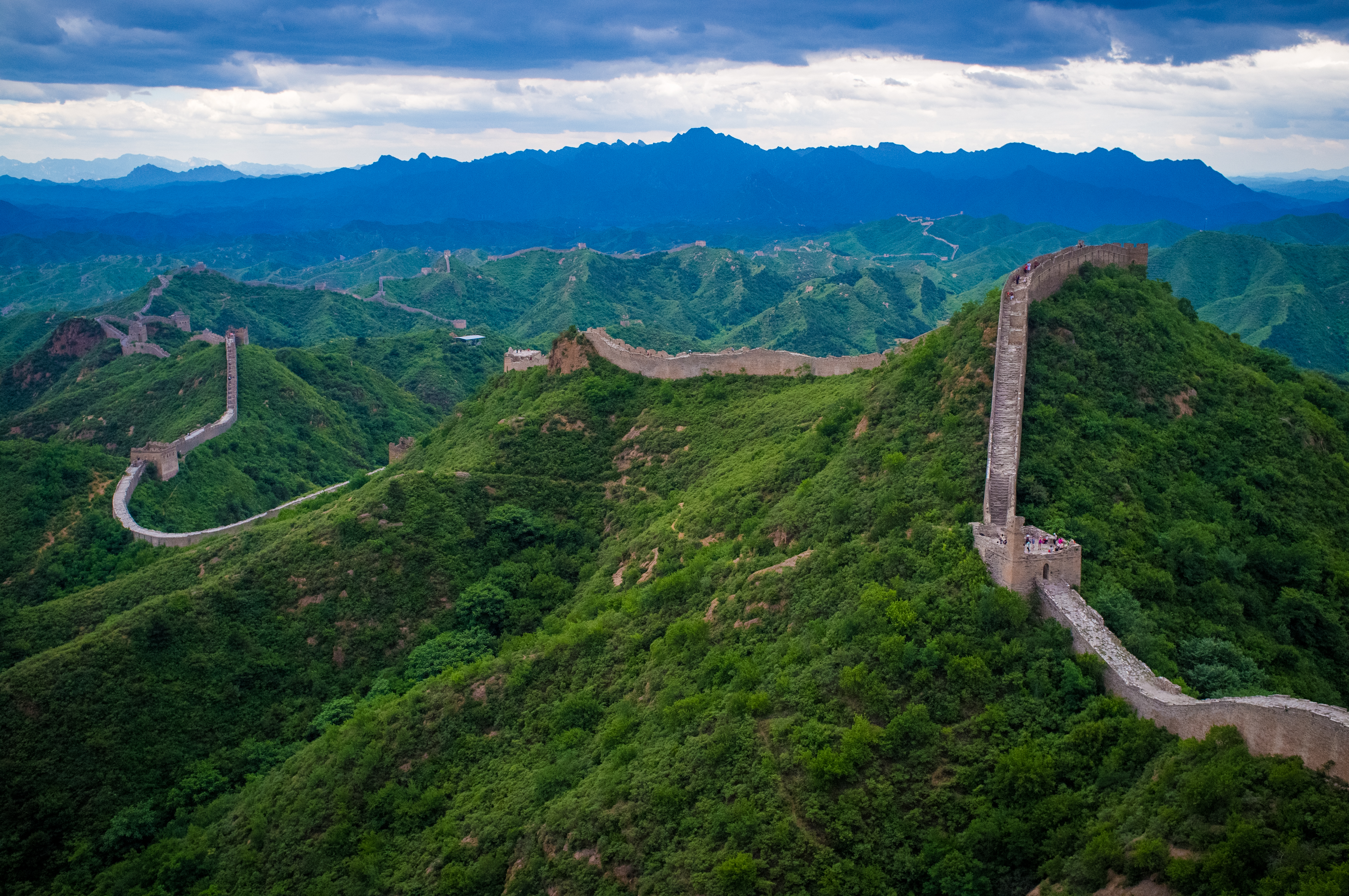
Ibn Baṭṭūṭa fu il primo che menzionò la Grande Muraglia Cinese, anche se non ebbe l'opportunità di vederla

Scrisse anche che sentì parlare del "bastione di Yajuj e Majuj" che si trovava sessanta giorni di viaggio dalla città di Zeytūn (Quanzhou). Secondo l'orientalista Hamilton Alexander Rosskeen Gibb Ibn Baṭṭūṭa credeva che la Grande Muraglia Cinese fosse stata costruita da Dhū l-Qarnayn per contenere Gog e Magog, come menzionato nel Corano. Però, chiedendo alla gente cinese di questa muraglia, Ibn Baṭṭūṭa riporta di non aver trovato nessuno che disse di averla vista o che sapesse di qualcuno che la vide, il che suggerisce che non c'era nessuna struttura significativa della muraglia costruita nei periodi precedenti, che fosse rimasta in quell'epoca (la struttura attuale fu costruita dopo, durante la dinastia Ming).
Ibn Baṭṭūṭa viaggiò da Pechino a Hangzhou e poi procedette per Fuzhou. Durante il suo ritorno a Quanzhou, si imbarcò su un vascello cinese di proprietà del sultano di Samudera Pasai diretto nel Sud-est asiatico a proprie spese, perdendo molto di quello che aveva risparmiato durante il suo soggiorno in Cina.
Ibn Baṭṭūṭa scrisse che il Khān mongolo fu sepolto nella sua tomba con sei schiavi soldato e quattro schiave donne, oltre che con argento, oro, armi e tappeti.

#### Ritorno
Quando ritornò a Quanzhou nel 1346, Ibn Baṭṭūṭa iniziò il suo viaggio di ritorno verso il Marocco. A Calicut pensò di rimettersi di nuovo alla mercé di Muḥammad ibn Ṭughlāq di Delhi, ma decise di continuare il suo viaggio verso La Mecca. Nel suo percorso verso Bassora, passò lungo lo stretto di Hormuz, dove venne a sapere che Abū Saʿīd, l'ultimo governatore dell'Ilkhanato, era morto in Persia e che il suo impero si era frammentato a causa di una feroce guerra civile tra Persiani e Mongoli.
Nel 1348 arrivò a Damasco con l'intenzione di intraprendere nuovamente la rotta del suo primo pellegrinaggio. In quel periodo apprese della morte del padre, avvenuta 15 anni prima, e da quel momento la morte divenne un tema dominante nel suo racconto. Era scoppiata la peste nera e si stava velocemente diffondendo in Siria, Palestina e in Arabia. Dopo aver raggiunto La Mecca, Ibn Baṭṭūṭa ritornò in Marocco, arrivando circa 25 anni dopo aver lasciato la sua casa. Lungo la strada fece un'ultima deviazione verso la Sardegna, e nel 1349, fece ritorno a Tangeri, passando prima per Fez, dove venne a sapere che anche sua madre era morta pochi mesi prima.

### Terzo viaggio (1349–1354)

#### Spagna e Nord Africa
Dopo aver trascorso un po' di giorni a Tangeri, Ibn Baṭṭūṭa decise di intraprendere un altro viaggio all'interno dei territori musulmani di al-Andalus nella penisola iberica. Il re Alfonso XI di Castiglia minacciò di attaccare Gibilterra, e così nel 1350 Ibn Baṭṭūṭa si unì a un gruppo di musulmani che lasciavano Tangeri con l'intenzione di difendere quel porto. Quando vi arrivò, la minaccia di invasione era cessata, a seguito della morte di re Alfonso colpito dalla peste nera. Ibn Baṭṭūṭa, invece di ritornare indietro, continuò il suo viaggio in Spagna, dirigendosi verso Valencia e arrivando fino a Granada.
Dopo la sua partenza da al-Andalus, decise di viaggiare attraverso il Marocco. Durante il suo ritorno a casa, si fermò per un po' a Marrakesh, che era quasi diventata una città fantasma dopo la recente diffusione della peste e lo spostamento della capitale a Fès.
Tornò ancora una volta a Tangeri, anche se per poco tempo. Nel 1324, due anni prima della sua visita al Cairo, il Mansa, o re dei re, del Mali Mansa Musa dell'Africa occidentale passò nella stessa città per andare in pellegrinaggio e fece scalpore per via delle sue stravaganti ricchezze che provenivano dalla sua ricca patria. Nonostante Ibn Baṭṭūṭa non abbia mai raccontato in modo specifico di questa visita, si crede che fu proprio quando sentì di questa vicenda che si convinse a partire per i regni musulmani oltre il Sahara.

#### Mali e Timbuctù

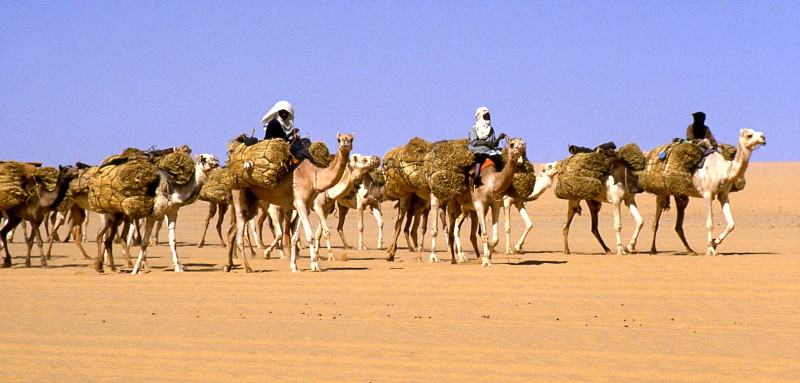
La carovana azalai delle miniere di sale da Agadez a Bilma

Nell'autunno del 1351, Ibn Baṭṭūṭa lasciò Fès e partì per la città di Sigilmassa, nella punta più a nord del Sahara nell'attuale Marocco. Restò lì per quattro mesi e comprò numerosi dromedari. Si rimise in marcia con una carovana nel febbraio del 1352 e dopo 25 giorni arrivò al lago salato, ormai secco, di Taghaza, noto per le miniere di sale. Tutte le costruzioni locali erano fatte di lastre di sale, trasportate via cammello dagli schiavi della tribù Masufa. Taghaza era ricca di oro e un importante centro di commercio. Ibn Baṭṭūṭa non ebbe una buona impressione da questo posto perché, scrisse, era infestato dalle mosche e l'acqua era salmastra.
Dopo dieci giorni di soggiorno a Taghaza, la carovana proseguì per l'oasi di Tasarahla (molto probabilmente Bir al-Ksaib), dove si fermò per tre giorni per prepararsi alla parte più difficile del viaggio attraverso il vasto deserto. Da Tasarahla fu inviato quindi un esploratore Masufa nell'oasi di Oualata, per raccogliere dell'acqua da portare alla carovana assetata. Oualata era il punto più a sud delle vie commerciali trans-sahariane ed era recentemente divenuta parte dell'impero del Mali. La carovana impiegò due mesi per attraversare i 1 600 km di deserto.

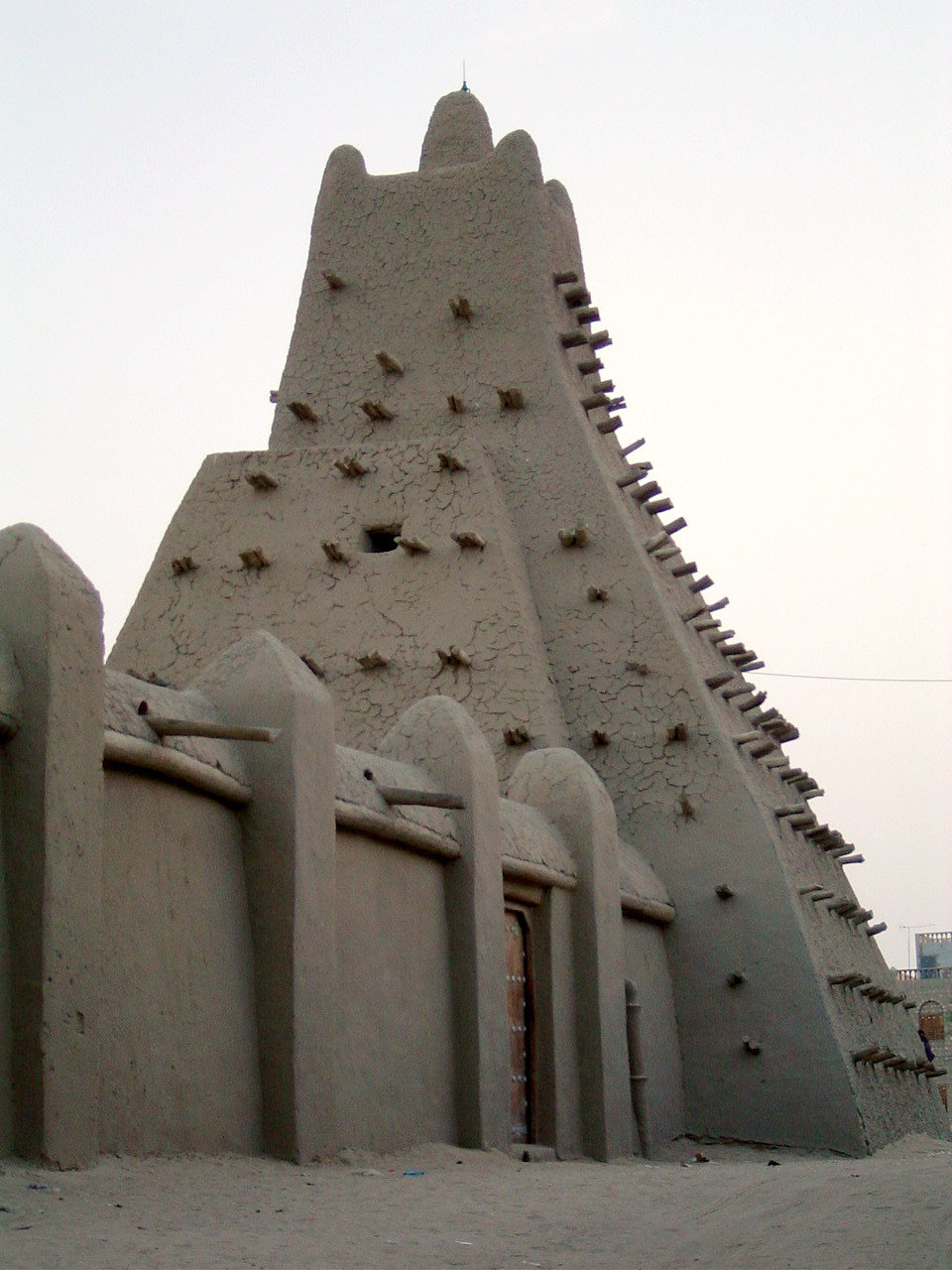
Moschea Sankora a Timbuctù, nel Mali

Quindi Ibn Baṭṭūṭa continuò il suo viaggio verso sud-ovest, lungo un fiume che pensava fosse il Nilo (ma che in realtà era il fiume Niger), fino a raggiungere la capitale dell'impero del Mali. Lì incontrò Mansa Suleymān, che fu re fino al 1341. Ibn Baṭṭūṭa non era d'accordo sul fatto che le donne schiave, le servitrici e perfino le figlie del sultano esponessero parti del loro corpo che non si addicevano a delle musulmane. Lasciò la capitale in febbraio, accompagnato da un mercante locale maliano e viaggiò con il cammello verso Timbuctù. Anche se nei due secoli successivi questa città sarebbe diventata una delle più importanti città della regione, a quel tempo era una piccola città e relativamente importante. In questo viaggio Ibn Baṭṭūṭa vide per la prima volta un ippopotamo. Questo animale era temuto dai pescatori locali e cacciato con lance a cui erano attaccate lunghe corde. Dopo un breve soggiorno a Timbuctù, Ibn Baṭṭūṭa proseguì seguendo verso sud il fiume Niger e arrivò a Gao con una canoa ricavata da un unico albero. A quel tempo Gao era un'importante città commerciale.
Dopo aver trascorso un mese a Gao, si unì a una grande carovana diretta nell'oasi di Takedda. Durante il suo viaggio nel deserto, ricevette un messaggio dal sultano del Marocco che gli ordinava di ritornare a casa. Nel settembre del 1353 partì per Sigilmassa con un'altra grande carovana che trasportava 600 schiave, e arrivò in Marocco agli inizi del 1354.
Quest'itinerario di Ibn Baṭṭūṭa dà agli studiosi una piccola testimonianza sull'inizio della diffusione dell'islam nel cuore dell'Africa occidentale.

## Opera

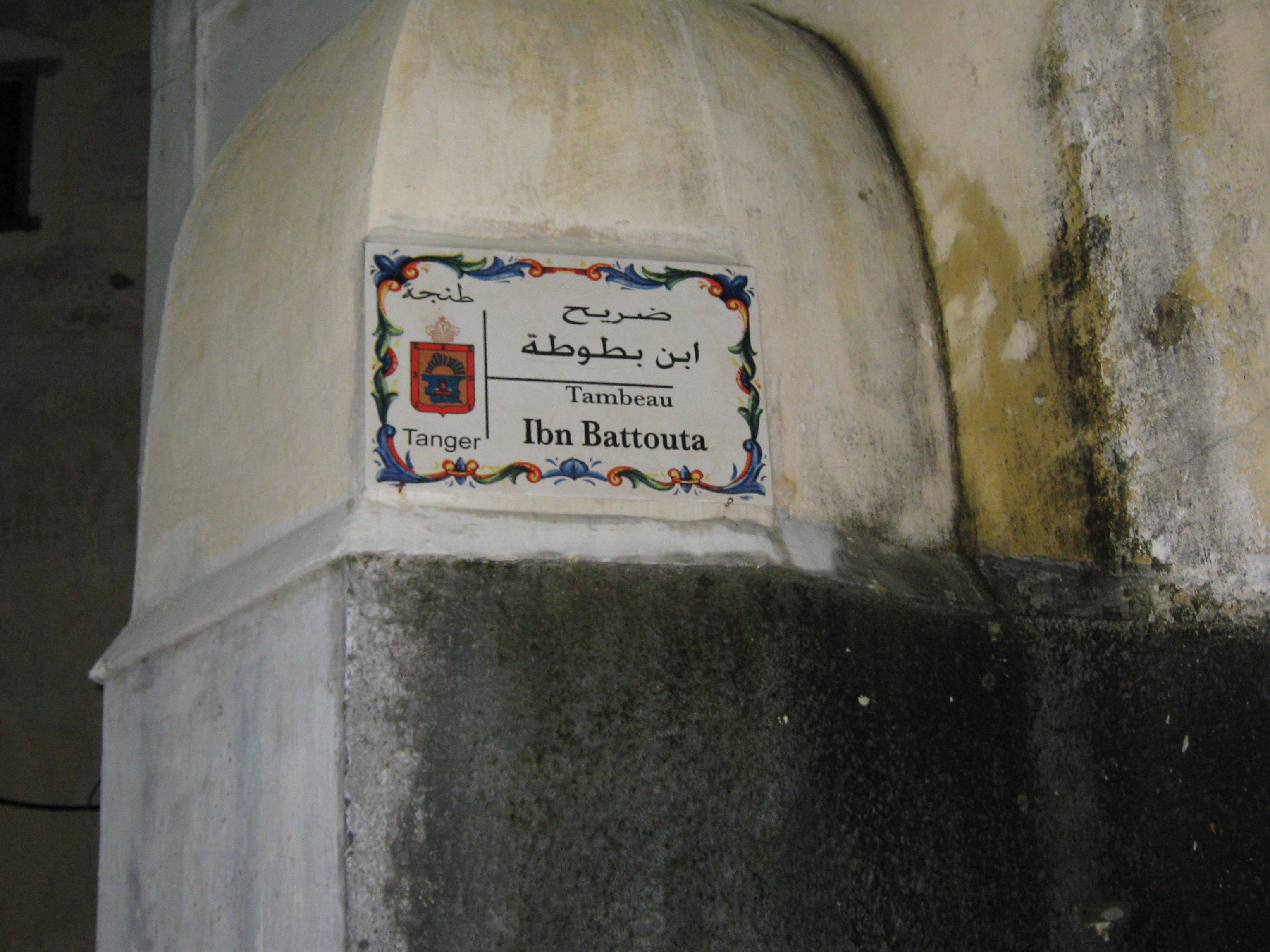
Casa nella Medina di Tangeri, possibile luogo di sepoltura di Ibn Baṭṭūṭa

Dopo essere tornato a casa dai suoi viaggi e su commissione del governatore merinide del Marocco, Abu 'Inan Faris, nel 1354 Ibn Baṭṭūṭa dettò un resoconto del suo viaggio a Ibn Juzayy, uno studioso che aveva incontrato a Granada.
Il resoconto, ultimato in meno di un anno, è l'unica fonte delle avventure di Ibn Baṭṭūṭa. Il titolo completo del manoscritto può essere tradotto come Un dono di gran pregio per chi vuol gettar lo sguardo su città inconsuete e peripli d'incanto (in arabo تحفة النظار في غرائب الأمصار وعجائب الأسفار‎?, Tuḥfat al-Nuẓẓār fī Gharāʾib al-Amṣār wa ʿAjāʾib al-Asfār). Generalmente, l'opera è semplicemente conosciuta con il nome di I viaggi (الرحلة, Rihla). Non si tratta di una semplice cronaca, ma di un racconto accorato e appassionato dell'autore, il quale, per via della sua propensione alla scrittura, adotta uno stile «coinvolgente». Così, nel suo racconto del mondo, e in particolare del mondo musulmano quale quello entro cui si mosse, Ibn Battuta fornisce una vivida testimonianza di aneddoti, vicende vissute, tradizioni locali e informazioni di vario genere, realizzando un lavoro che testimonia efficacemente il suo «andar per genti».

## Retaggio
- L'Ibn Battuta Mall è un centro commerciale di Dubai (Emirati Arabi Uniti), inaugurato nel 2005 e ispirato ai viaggi di Ibn Baṭṭuṭa.
- Il documentario televisivo della BBC del 2007 Travels with a Tangerine, tenuto dal classicista Tim Mackintosh-Smith, ripercorre il viaggio di Ibn Baṭṭūṭa da Tangeri alla Cina.
- Nel film Ninja Assassin (2009) la figura di Ibn Baṭṭūṭa venne interpretata da Richard Van Weyden.[109]
- Ibn Battuta pehen ke joota è una popolare filastrocca hindi degli anni 70 del Novecento, scritta dal poeta Sarveshwar Dayal Saxena.
- Ibn-E-Batuta è una canzone del 2010 del film di Bollywood Ishqiya, intitolata in seguito Ibn Battuta.
- Layar Battuta è una canzone del 2002 dell'album malesiano Aura, cantata dal noto cantautore etnico Noraniza Idris, intitolata poi I viaggi di Ibn Battuta nel sud-est asiatico.
- Il film Journey to Mecca di IMAX è basato sui viaggi di Ibn Baṭṭūṭa.
- I viaggi di Ibn Baṭṭūṭa sono presenti come parti della trama principale del videogioco episodico Unearthed: Trail of Ibn Battuta, sviluppato in Arabia Saudita da Semaphore.
- Ibn Battuta Centre è un'istituzione di ricerca a Marrakech (Marocco) che testa strumenti per l'esplorazione di Marte e della Luna.[110]
- Ibn Baṭṭūṭa ispirò molti viaggiatori musulmani e scrittori.
- Ibn Battuta: The Animated Series è un cartone animato in 3D malesiano del 2010 basato sulla Rihla.
- Nella cultura araba, le persone che viaggiano frequentemente sono spesso soprannominate "Ibn Battuta".
- L'aeroporto di Tangeri è intitolato a Ibn Battuta.
- Nel romanzo "Un nome da torero" di Luis Sepulveda sono raccontate le vicissitudini di vari personaggi per recuperare una collezione di monete d'oro (nota come "collezione della mezzaluna errante"). All'interno del romanzo vi è un intermezzo che racconta della sparizione delle monete d'oro ed in cui si spiega che le monete vennero coniate in onore di Ibn Baṭṭūṭa, dopo la sua morte, dal sultano che lo aveva ospitato[111].

## Elenco dei luoghi visitati da Ibn Baṭṭūṭa
In tutta la sua vita Ibn Baṭṭūṭa viaggiò per oltre 117 500 km e visitò l'equivalente di 44 Paesi attuali.
Maghreb
- Tangeri
- Fès
- Marrakesh
- Tlemcen (Tilimsan)
- Miliana
- Algeri
- monti Djurdjura
- Béjaïa
- Costantina - chiamata anche Qusantîna.
- Annaba - chiamata anche Bona.
- Tunisi
- Susa
- Sfax
- Gabès
- Tripoli

Mashrek
- Il Cairo
- Alessandria d'Egitto
- Damietta
- Gerusalemme
- Betlemme
- Hebron
- Damasco
- Laodicea
- Egitto
- Siria
- Medina - Visitò la tomba del Profeta Maometto.
- Jedda
- Mecca -
- Najaf - Visitò la tomba di 'Ali ibn Abi Talib.
- Rabigh -
- Oman
- Dhofar
- Hajr (oggi Riyad)
- Bahrain
- Al-Hasa
- Stretto di Hormuz
- Yemen
- Qatif

Spagna
- Granada
- Valencia
- Cagliari

Impero bizantino e Europa orientale
- Konya
- Anatolia
- Bulgaria
- Azov
- Kazan'
- fiume Volga
- Costantinopoli

Asia Centrale
- Khwarezm e Khorasan (ora Uzbekistan, Tagikistan, Belucistan (ora Pakistan) e Afghanistan)
- Bukhara e Samarcanda
- aree Pashtun dell'Afghanistan orientale Pakistan settentrionale (Pakhtunkhwa)

Asia meridionale
- India settentrionale
- Sindh
- Multan
- Delhi
- L'attuale Uttar Pradesh
- L'attuale Gujarat
- Maharashtra
- Kozhikode
- Malabar
- Regno Pandya
- Bengala (ora Bangladesh e Bengala occidentale)
- fiume Brahmaputra in Bangladesh
- fiume Meghna nei pressi di Dacca
- Sylhet dove incontra il sufi Shaykh Hażrat Shāh Jalāl.
- Maldive
- Sri Lanka - Ibn Baṭṭūṭa visitò il Regno Jaffna e Sri Pada.

Cina
- Quanzhou -
- Hangzhou — Racconta fosse la città più grande del mondo, e si impiegavano 3 giorni per attraversarla tutta
- Pechino

Asia meridionale
- Birmania (Myanmar)
- Sultanato di Samudera Pasai, Aceh, Sumatra settentrionale, Indonesia
- Malacca, Penisola malese Malaysia

Somalia
- Mogadiscio
- Zeila

Costa Swahili
- Kilwa
- Mombasa

Impero del Mali e Africa occidentale
- Timbuktu
- Gao
- Takedda

Mauritania
- Oualata (Walata)

### Fonti primarie
- (EN) Agatarchide di Cnido, The Periplus of the Erythraean Sea: With Some Extracts from Agatharkhidēs "On the Erythraean Sea", a cura di George Wynn Brereton Huntingford, Londra, Hakluyt Society, 1980, ISBN 978-1-4094-1748-4, OCLC 656471330.
- (FR) Ibn Battuta, Voyages d'Ibn Batoutah, traduzione di C. Defrémery, B.R. Sanguinetti, volumi 1-4, Parigi, Imprimerie impériale, 1853-1858, OCLC 874872449.
- Ibn Battuta, I viaggi, a cura di Claudia Maria Tresso, Torino, Einaudi, 2018, ISBN 978-88-58-42312-7.
- (EN) H.A.R. Gibb, The Travels of Ibn Baṭṭūṭa, voll. 1-4, Londra, Hakluyt Society, 1958-1994, OCLC 419233090.

### Fonti secondarie
- (EN) Jerry Bently, Old World Encounters: Cross-Cultural Contacts and Exchanges in Pre-Modern Times, New York, Oxford University Press, 1993, ISBN 978-0-19-507640-0.
- (EN) Aubrey W. Bonnett e Calvin B. Holder, Continuing Perspectives on the Black Diaspora, University Press of America, 2009, ISBN 978-0-7618-4662-8.
- Ross E. Dunn e M. T. Marenco, Gli straordinari viaggi di Ibn Battuta: le mille avventure del Marco Polo arabo, Milano, Garzanti, 2005, ISBN 978-88-11-67879-3.
- (EN) Ross E. Dunn, The Adventures of Ibn Battuta: A Muslim Traveler of the 14th Century, University of California Press, 2012, ISBN 978-05-20-27292-7.
- (EN) J. D. Fage, Roland Oliver e Roland Anthony Oliver, The Cambridge History of Africa, Cambridge University Press, 1977, OCLC 952125165.
- (EN) L. P. Harvey, Ibn Battuta, I. B. Tauris, 2007, ISBN 978-1-84511-394-0.
- (EN) Stephen G. Haw, Marco Polo's China: A Venetian in the Realm of Khubilai Khan, Routledge, 2009, ISBN 978-0-415-54600-3.
- (EN) Ivan Hrbek, The chronology of Ibn Battuta's travels, in Archiv Orientální, n. 30, 1962.
- Javier Leralta, Ibn Battuta. Il più grande viaggiatore del Medioevo, su Storica National Geographic, 4 novembre 2022.
- (EN) Noel King, Ibn Battuta in Black Africa, Princeton, 2005, ISBN 978-1-55876-335-7.
- (EN) Chapurukha Makokha Kusimba, The Rise and Fall of Swahili States, AltaMira Press, 1999, ISBN 978-0-7619-9052-9.
- (EN) David D. Laitin e Said S. Samatar, Somalia: Nation in Search of a State, Westview Press, 1987, OCLC 797243606.
- (EN) Samuel Lee, The travels of Ibn Battuta in the Near East, Asia and Africa, New York, Cosimo, 2009, ISBN 978-1-60520-621-9.
- (EN) Nehemia Levtzion e John F.P. Hopkins, Corpus of Early Arabic Sources for West Africa, New York, Marcus Weiner Press, 2000, ISBN 1-55876-241-8.
- Patrizia Manduchi, Da Tangeri a la Mecca passando per la Cina: per una storia del viaggio nel mondo musulmano sulle orme di ibn Battûta, Cagliari, CUEC, 2000, ISBN 978-88-8467-005-2, OCLC 51233010.
- (EN) Helen Chapin Metz, Somalia: A Country Study, Federal Research Division, Library of Congress, 1992, ISBN 0-8444-0775-5.
- (EN) H. Park, Mapping the Chinese and Islamic Worlds: Cross-Cultural Exchange in Pre-Modern Asia, Cambridge University Press, 2012, ISBN 978-1-107-01868-6.
- (EN) J. Rumford, Traveling Man: The Journey of Ibn Battuta 1325–1354, Houghton Mifflin Harcourt, 2001, ISBN 978-0-547-56256-8.
- (EN) M.E. Snodgrass, Encyclopedia of the Literature of Empire, 2010, ISBN 978-1-4381-1906-9.
- (EN) Franz Taeschner, The Encyclopaedia of Islam, vol. 1, Leida, Brill, 1986, OCLC 61555823.
- (EN) Kees Versteegh, Encyclopedia of Arabic language and linguistics, vol. 4, 2008, ISBN 90-04-14476-5.
- (EN) G. Wade e L. Tana, Anthony Reid and the Study of the Southeast Asian Past, Institute of Southeast Asian Studies, 2012, ISBN 978-981-4311-96-0.
- (EN) André Wink, Al-Hind, the Slave Kings and the Islamic Conquest, 11th-13th Centuries, vol. 2, Brill, 2002, ISBN 978-0-391-04174-5.